# Melissa Belote
Melissa Louise Belote, efter vigseln Melissa Belote Ripley, född 16 oktober 1956 i Washington D.C., är en inte längre aktiv amerikansk tävlingssimmare (främst ryggsim).
Belote deltog vid de Olympiska sommarspelen 1972 i München och vann där två guldmedaljer över 100 respektive 200 meter ryggsim. Hon vann dessutom med det amerikanska laget en guldmedalj över 4 x 100 meter medley.
Belote ingick även i det amerikanska manskapet vid de Olympiska sommarspelen 1976 men vann där ingen medalj. Efter karriären blev hon 1983 upptagen i International Swimming Hall of Fame.